# Halil Rıfat Pascha

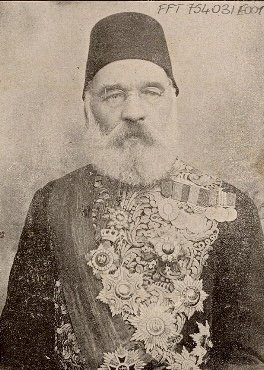
Halil Rıfat Pascha

Halil Rıfat Pascha (* 1827 in Selânik (Thessalonik), Osmanisches Reich; † 9. November 1901 in Istanbul) war ein osmanischer Staatsmann und Großwesir.

## Biografie
Rıfat Pascha wurde im Dorf Lika des Siroz-Sandschaks geboren. Seine Familie war unter dem Namen Bölükbaşı bekannt. Nach seiner Schulzeit in Selânik arbeitete er als Sekretär in Widin und danach beim Gouverneur von Selânik. Er stieg hier zu höheren Ämtern auf und erhielt 1882 den hohen Rang eines Mutasarrıf von Widin. 1886 erfolgte seine Ernennung zum Gouverneur der Provinz Vilâyet Sivas und 1889 der Provinz Vilâyet Aydın und danach Vilâyet Manastır. 1893 wurde er Außenminister.
Er war unter Sultan Abdülhamid II. zwischen dem 7. November 1895 und dem 9. November 1901 Großwesir. In seiner Regierungszeit fand der Türkisch-Griechische Krieg von 1896 bis 1897 statt, der mit einem Sieg des Osmanischen Reiches endete.